# 維拉維拉山 (馬尼亞索-蒂基利亞卡)
15°57′33″S 70°25′31″W / 15.95917°S 70.42528°W
維拉維拉山（Wila Wila），是秘魯的山峰，位於該國東南部普諾大區，由馬尼亞索區和蒂基利亞卡區負責管轄，屬於安地斯山脈的一部分，海拔高度4,925米。